# Juegos Bolivarianos de Playa de 2019
Los IV Juegos Bolivarianos de Playa se iban a desarrollar en Vargas, en la Región Capital de Venezuela.
Los juegos estaban planificados para realizarse entre el 22 y 30 de noviembre de 2019, pero finalmente la ODEBO retiró la organización a Venezuela debido a “la falta de condiciones para garantizar el buen desarrollo del evento”, como consecuencia de la crisis que atraviesa Venezuela.

## Candidaturas
- Vargas, Venezuela: El comité olímpico venezolano propuso la organización de los IV Juegos Bolivarianos de playa.[3]

## Designación de la sede
Después de los Juegos Bolivarianos de 2017, el Comité Olímpico Venezolano (COV) solicitó a la Organización Deportiva Bolivariana (Odebo) que Vargas fuera escenario para la realización de los IV Juegos Bolivarianos de Playa.
Venezuela postuló como candidato al estado Vargas, y la Organización Deportiva Bolivariana (Odebo) confirmó como a la región venezolana como sede del evento.

## Deportes
Hubo 15 deportes en competencia:
| - Actividades subacuáticas Apnea dinámica Natación con aletas en aguas abiertas Pesca submarina - Balonmano playa - Canotaje - Esquí acuático - Fútbol playa - Fisicoculturismo | - Lucha - Natación en aguas abiertas - Remo - Rugby playa - Surf - Tenis playa - Triatlón - Vela - Voleibol de playa |